# Giuseppe Romeo (saggista)
Giuseppe Romeo (Benestare, 23 dicembre 1962) è un saggista e giornalista italiano.

## Biografia
Nato in un piccolo paese collinare tar il Mar Jonio e l’Aspromonte si è diplomato presso il Liceo Scientifico Statale “Michele Guerrisi” di Cittanova. Calabrese per convinzione e non solo per nascita, conserva un desiderio di prossimità affettiva e di legame che traspare da molti suoi articoli sia sulla regione di origine che sul Mediterraneo visto, ancora oggi, come luogo di convergenza e di culture, uno spazio moltiplicatore di idee e di civiltà. Dopo un periodo trascorso tra i banchi e le aule del Politecnico di Torino, accede nel 1983 ai corsi dell’Accademia Militare di Modena quale allievo ufficiale. Nominato nel 1985 Sottotenente dell’Arma dei Carabinieri segue i corsi della Scuola Ufficiali Carabinieri di Roma iniziando, al termine, la propria carriera professionale ma, anche, intraprendendo un percorso rivolto ad approfondire non solo temi di natura giuspubblicistica, ma anche di analisi politica dei fatti internazionali visti, questi ultimi, sia sotto l’aspetto storico che più prettamente politologico. Negli anni successivi completa la propria formazione conseguendo le lauree in Giurisprudenza presso l’Università degli Studi di Salerno, con una tesi su La Presidenza del Consiglio dei Ministri dopo la Legge 23 agosto 1988 n.400, in Scienze Politiche - indirizzo politico-internazionale - presso l’Università Statale di Milano con una tesi su La politica estera italiana nell’era Andreotti (pubblicata da Rubbettino nel 2000) e in Scienze Strategiche presso l’Università degli Studi di Torino con una tesi su Geopolitica del Medio Oriente (ampliata in All’Ombra della Mezzaluna. Dopo Saddam, dopo Arafat, dopo la guerra, e pubblicata per i tipi di Dedalo nel 2005). Nello stesso tempo consegue l’abilitazione a svolgere l’esercizio della professione di Avvocato. Giornalista pubblicista è iscritto nel relativo ordine ed elenco.

## Attività accademica
In ambito accademico è stato, in anni diversi, cultore di Diritto dell’Unione Europea (Università “Magna Graecia” di Catanzaro) Storia dei Trattati e Politica Internazionale (Università degli Studi di Milano e Università della Calabria di Cosenza), Studi Strategici (Università degli Studi di Milano e di Torino), Relazioni Internazionali (Università degli studi di Torino), Scienza Politica (Università degli Studi di Torino), Analisi della Politica Estera (Università degli Studi di Milano), Storia delle Relazioni Internazionali (Università degli Studi di Torino). Presso la Unilink Campus University collabora, in qualità di cultore, con le cattedre di Storia contemporanea, Storia della cultura contemporanea, Contemporary History and Media History, Storia contemporanea, Storia delle relazioni internazionali, Authorities, garanzie, diritti, libero mercato (modulo in Storia delle relazioni internazionali), Storia internazionale - Storia e analisi delle crisi internazionali, History of of European integration and international policies on environment. È stato docente a contratto in Sociologia delle relazioni internazionali (Università “Magna Graecia” di Catanzaro). E’ contrattista presso l’Università del Piemonte Orientale “Amedeo Avogadro” per l’insegnamento di Relazioni internazionali e incaricato dei moduli sulla “Politica estera russa e americana” nell’ambito dell’insegnamento di Storia delle relazioni internazionali e sulla “Politica di difesa europea” all’interno dell’insegnamento di Storia politica dell’integrazione europea presso l’Università di Torino per la Scuola Universitaria Interdipartimentale di Scienze Strategiche.

## Attività pubblicistica
Giornalista pubblicista, ha pubblicato più di cento articoli di analisi politica, economica e di relazioni internazionali oltre che in materia di sicurezza e difesa per riviste quali: Affari Sociali Internazionali, Difesa Oggi, Eurasia, Force & Sicurezza, Informazioni della Difesa, Imperi, La Comunità Internazionale, MedAtlantic, Millenovecento, Minerva, Obiettivo Calabria, Rassegna dell'Arma dei Carabinieri, Rassegna dell’Esercito, Rivista Marittima, Rivista Militare, Rivista di Politica, Rivista di Polizia. Dal 2001 al 2010 ha scritto per il Quotidiano della Calabria (Direttore Ennio Simeone) e dal 2014 al 2015 ha collaborato con Cronache del Garantista (Direttore Piero Sansonetti), oltre che per webzine quali Paginedidifesa, Ragionpolitica, Istituto di Politica (www.idp.it), Zoom Sud (www.zoomsud.it) e Vision & Global Trends (www.vision-gt.eu).

## Opere
- Ricominciare da Sud. Piemme. Casale Monferrato,1998, ISBN 88-384-2995-2
- Mezzogiorno Duemila. Rubbettino. Soveria Mannelli, 2000, ISBN 88-7284-878-4
- La politica estera italiana nell’era Andreotti. Rubbettino. Soveria Mannelli, 2000, ISBN 88-498-0325-7
- Eurosicurezza. La sfida continentale. Dal disordine mondiale ad un ordine europeo. Rubbettino. Soveria Mannelli, 2001, ISBN 88-498-0051-7
- La fine di un mondo. Dai resti delle Torri Gemelle una nuova teoria delle Relazioni internazionali. Rubbettino. Soveria Mannelli, 2002, ISBN 88-7284-962-4
- Profili di Diritto dell’Unione europea. Storia, istituzioni, aspetti giuridici dell’integrazione europea. Rubbettino. Soveria Mannelli, 2002, ISBN 88-498-0418-0
- La guerra come destino? Palestinesi ed israeliani a confronto. Da Oslo alla Road Map. La paura della pace (prefazione di Sergio Romano). Rubbettino. Soveria Mannelli, 2003, ISBN 88-498-0631- X
- L’acqua. Scenari per una crisi. Rubbettino. Soveria Mannelli, 2005, ISBN 88-498-1154-3
- Legalità, democrazia, consenso. Valori universali per un destino comune. Luigi Pellegrini. Cosenza, 2005, ISBN 88-8101-250-2
- All’ombra della mezzaluna. Dopo Saddam, dopo Arafat, dopo la guerra (prefazione di Pietro Barcellona). Dedalo. Bari, 2005, ISBN 88-220-5350-8
- Il fronte Sud dell’Europa. Prospettive economiche e strategie politiche nel Mediterraneo. Rubbettino. Soveria Mannelli, 2007, ISBN 978-88-498-1736-2
- Alleanze e conflitti nel cono Sud dell’Europa (a cura di, con G. Bertolo). Rubbettino. Soveria Mannelli, 2007, ISBN 978-88-498-1754-6
- L’ultimo soldato. Pace e guerra nel nuovo mondo (Prefazione di Luigi Caligaris). Acar Editore. Lainate, 2008, ISBN 978-88-89079-69-0
- La Russia postimperiale. La tentazione di potenza. (con A. Vitale). Rubbettino. Soveria Mannelli, 2009, ISBN 978-88-498-2379-0
- La guerra preventiva. Tra diritto e politica. In Scerbo, Cappelletti, Bilotta. Pace, Guerra, Conflitti nella società del diritto. Giappichelli.  Torino, 2009, ISBN 978-88-348-9476-7
- Lettere dal Sud (prefazione di Mimmo Candito). Città del Sole. Reggio Calabria, 2012, ISBN 978-88-7351-550-0
- Un solo Dio per tutti? Politica e fede nelle religioni del Libro (con Alessandro Meluzzi). Imprimatur. Reggio Emilia, 2018, ISBN 978-88-6830-616-8
- Calabrese per caso. Piccoli e grandi argomenti per una terra in balia di se stessa. Città del Sole edizioni. Reggio Calabria, 2020, ISBN 978-88-8238-163-9
- Sussidiarietà, governance e sovranità. Paradigmi o strumenti per una nuova società mondiale. In D. Ciaffi, F.M. Giordano (a cura di). Storie, percorsi e politiche della sussidiarietà. Angeli. Milano, 2020, ISBN 978-88-15-285812
- Difesa comune e Forze Armate. Dall’esperienza UEO alla EU-Global Strategy. In U. Morelli, G. Romeo e L. Soncin (a cura di). Forze Armate Europee? Riflessioni e proposte per una politica della difesa europea. Monografia per «Jean Monnet Chair No Fear for Europe». Università di Torino, 2020, ISBN 978-88-7590-166-0
- Da Vienna a Parigi. Gli ultimi giri di valzer. La Grande Guerra, la conferenza di pace di Parigi e il nuovo mondo. Storia di un’Europa sconfitta. Morlacchi University Press. Perugia, 2021 , ISBN 978-88-9392-181-7
- Guerre Ibride. I volti nuovi del conflitto.  Diana edizioni. Napoli, 2021, ISBN 978-88-9622-171-6
- Una nazione incompiuta. L’Italia: dal sistema dei partiti alla crisi della democrazia. Ronzani. Dueville, 2022, ISBN 979-12-5960-112-4.

## Riconoscimenti
Cittadino onorario dei comuni di Rocchetta Ligure (AL), Soverato (CZ) e Santa Severina(KR).

## Premi
Lanterna d’Argento del CSEN (Genova ,1998); Gino Gullace nell’ambito delle manifestazioni del Premio “Pericle” (Bovalino Marina - RC,  2000); Siberene (Santa Severina - KR) nel 2004; Heritage Calabria, “Uno dei magnifici Cento” (San Giovanni in Fiore - CS, 2010);  Cittadino del Sud  (Caulonia Marina - RC, 2014); è Paul Harris Fellow del Rotary International.

## Onorificenze
Cavaliere dell’Ordine al merito della Repubblica Italiana; 
Medaglia Mauriziana; 
Medaglia d’Argento al merito della Croce Rossa Italiana; 
Donato del Sovrano Militare Ordine di Malta; 
Commendatore con Spade al merito melitense del Sovrano Militare Ordine di Malta; 
Medaglia d’Argento con Spade al merito melitense del Sovrano Militare Ordine di Malta; 
Cavaliere di San Silvestro Papa;
Cavaliere del Sacro Militare Ordine Costantiniano di San Giorgio.

## Partecipazioni televisive
Ha partecipato ad alcune trasmissioni televisive andate in onda su Telespazio Calabria (Catanzaro); Odeon;  TeleGenova (Genova);. Canale 10 (Firenze); Video Novara. In particolare, in qualità di commentatore in studio, ha partecipato alle puntate del format sulle Forze Armate Italiane Stelle d’Italia andate in onda su Odeon TV nel 2009.